# Рапе, Эрнё
Эрнё Рапе́ (венг. Rapée Ernö, в США часто Эрно Рапи, англ. Erno Rapee, настоящее имя Эрнест Раппапорт, нем. Ernest Rappaport; 4 июня 1891 — 26 июня 1945) ― венгерский и американский дирижёр и пианист. Наиболее известен как главный дирижёр симфонического оркестра Радио-сити в Радио-сити-мьюзик-холл, чью музыку слушали миллионы людей. Автор ряда популярных песен к немым кинофильмам. В то время, когда он не занимался дирижированием оркестров, руководил озвучиванием фильмов, тем самым составив значительный список кинокартин, над которыми он работал в качестве композитора, аранжировщика или музыкального руководителя.

## Биография
Эрнест (Эрнё) Раппапорт родился в Будапеште в еврейской семье, учился игре на фортепиано в Будапештской консерватории. Окончив её в 1909 году, стал ассистентом дирижёра Эрнста фон Шуха в Дрезденской опере, затем короткое время работал в Катовице. Одновременно продолжал концертировать как пианист и выступал как композитор — в частности, фортепианный концерт Рапе был впервые исполнен Венским филармоническим оркестром. После гастрольной поездки в качестве пианиста по Латинской Америке в 1912 году обосновался в США, первоначально как дирижёр венгерской оперы.
В 1917 году занял пост второго дирижёра (заместителя Хуго Ризенфельда) в кинотеатре «Риальто» — первом кинотеатре Нью-Йорка, позволившем себе собственный симфонический оркестр. Затем руководил оркестрами в нью-йоркских кинотеатрах «Риволи» и «Капитолий». Именно здесь Рапе написал свою самую известную аранжировку классического произведения — Тринадцатой Венгерской рапсодии Ференца Листа. Он также пригласил Юджина Орманди выступать в «Капитолии» в качестве концертмейстера и ассистента дирижёра. Оркестр «Капитолия» под руководством Рапе в 1923—1924 годах выпустил ряд коммерческих аудиозаписей  для Brunswick-Balke-Collender Company. Однако сам Рапе в те же годы уже возглавлял оркестр в кинотеатре «Фокс» в Филадельфии. Одновременно с дирижёрской работой он продолжал спорадически выступать как пианист, в том числе в составе фортепианного трио с Шандором Хармати и Пауло Группе.
В 1924—1926 годах Рапе работал в Берлине во главе оркестра кинокомпании Ufa-Palast am Zoo, насчитывавшего 85 человек. Как приглашённый дирижёр выступил с Берлинским филармоническим оркестром. Затем Рапе вернулся в США и начал работу в кинотеатре «Рокси» в Нью-Йорке, открывшемся в марте 1927 года, это был самый большой в мире постоянно действующий оркестр (110 музыкантов, на три человека больше, чем в Нью-Йоркском филармоническом). Миллионы людей имели возможность слышать по радио в послеобеденное время по воскресеньям его симфонические концерты в рамках радиопередачи The Roxy Hour.
В 1930—1931 годах Рапе работал в Калифорнии как музыкальный руководитель киностудии Warner Bros., затем вернулся в Нью-Йорк в качестве музыкального руководителя радиостанции NBC . В 1932 году Рапе достиг вершины своей карьеры, став музыкальным руководителем и главным дирижёром симфонического оркестра в Радио-Сити-Мьюзик-Холл. Эту должность он занимал до самой своей смерти от сердечного приступа 26 июня 1945 года в Нью-Йорке.

## Композиции
В течение многих лет писал музыкальные произведения для немых фильмов на Бродвее, и они составляют основную часть его творчества. В 1923 году компания Robbins-Engel Music начала издавать музыку Рапе и его коллектива под в сборнике под знаменем «Capitol Photoplay Series». В том же году в серии «Gold Seal» (где выпускались тщательно отобранные музыкальные произведения и использовалась бумага высокого качества) была выпущена в том числе его песня «When Love Comes Stealing». Пять лет спустя она стала главной темой в фильме Пауля Лени «Человек, который смеётся».

## Музыка к фильмам
Работая в сотрудничестве с Уильямом Экстом, Рапе совместно с ним написал известное собрание музыки к фильмам-спектаклям, которое включает в себя серию из трёх Agitatos, а также Appassionato No. 1, Debutante, Frozen North, Screening Preludes 1 и 2 и Tender Memories. Помимо всего этого он написал (уже самостоятельно) The Clown’s Carnival and Pollywog’s Frolic.
В 1926 году Рапе совместно с композитором Лью Поллаком написал несколько песен: «Chairmaine» для фильма Какова цена славы (1926), «Diane» для картины Fox Film Седьмое небо (1927), и «Marion» для кинокартины Четыре дьявола (1928). Песни Рапи и Поллака исполняли такие известные артисты, как Мантовани, Фрэнк Синатра, Джим Ривз и многие другие, включая ирландскую группу The Bachelors.

## Публикации
Рапе также написал несколько книг, посвящённых музыке, которые были опубликованы в 1920-х годах. Две из них находятся в печати по сей день:
- Encyclopedia of Music for Pictures, Belwin, NY, 1925. Reprinted in 1974 by the Arno Press. ISBN 0-405-01634-4
- Motion Picture Moods for Pianists and Organists, G. Schirmer, NY, 1924. Reprinted in 1974 by the Arno Press. ISBN 0-405-01635-2

## Фильмография
- Нерон (Nero) (1922)
- Железный конь (Iron Horse) (1924), в титрах не упоминался
- Сон о вальсе (A Waltz Dream) (1925)
- Братья Шелленберг (The Brothers Schellenberg) (1926)
- Правая сторона пути (The Right of Way) (1931)